# 북휠

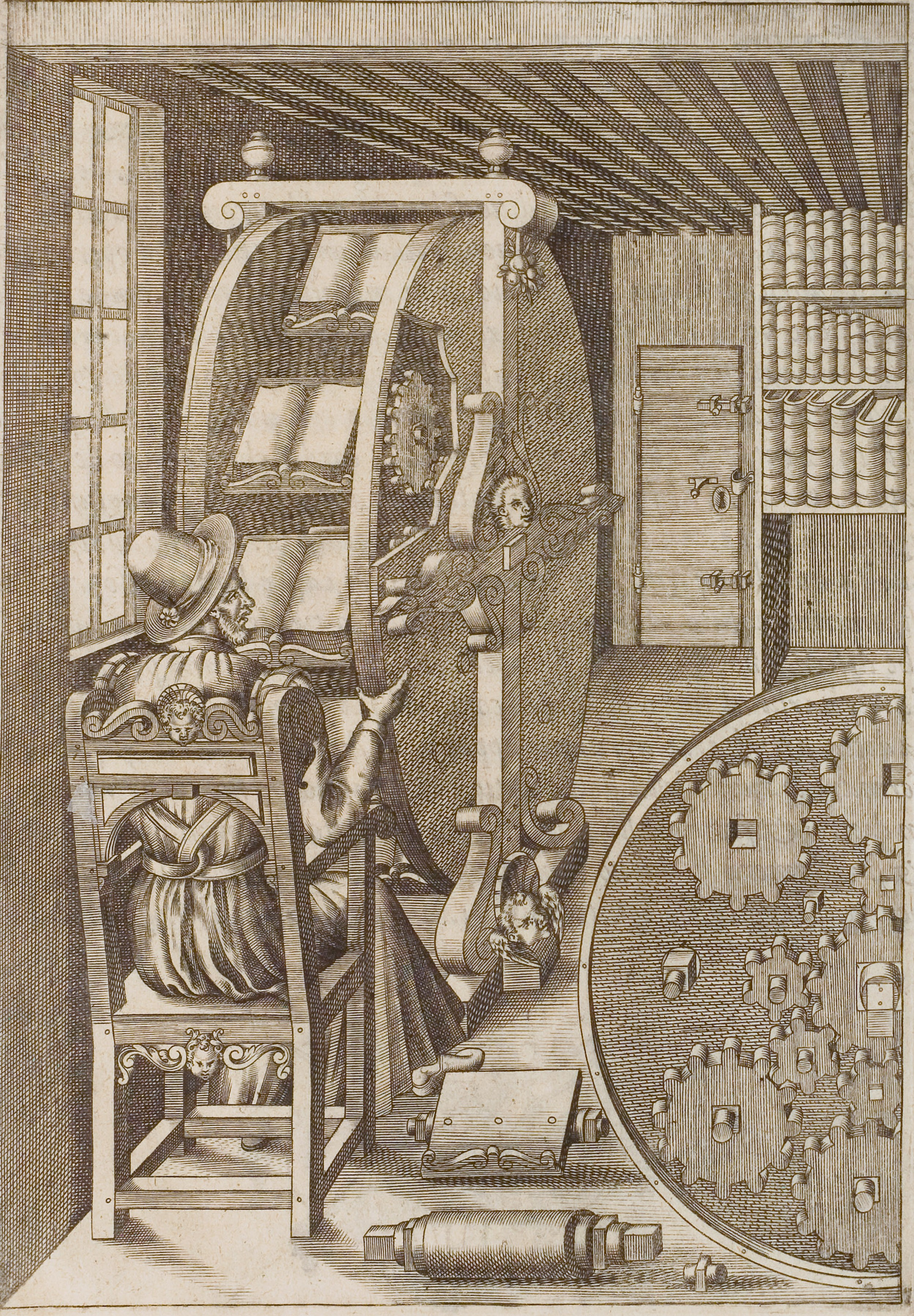
아고스티노 라멜리의 '다양하고 교묘한 기계들(Le diverse et artificiose machine)'에 나오는 북휠, 1588년

북휠(bookwheel)은 한 사람이 한 장소에서 여러 권의 책을 쉽게 읽을 수 있게 해주는 책장의 한 종류이다. 책은 평평한 테이블 표면에서 회전하는 대신 수차의 움직임처럼 수직으로 회전한다. 북휠의 디자인은 16세기에 아고스티노 라멜리의 삽화에서 처음 등장했으며, 당시에는 큰 책들이 독자들에게 실용적인 문제를 야기했다. 라멜리의 디자인은 다른 기술자들에게 영향을 주었으며, 현재는 진부화되었지만 현대 예술가와 역사가들에게 영감을 주고 있다.

## 역사 및 디자인

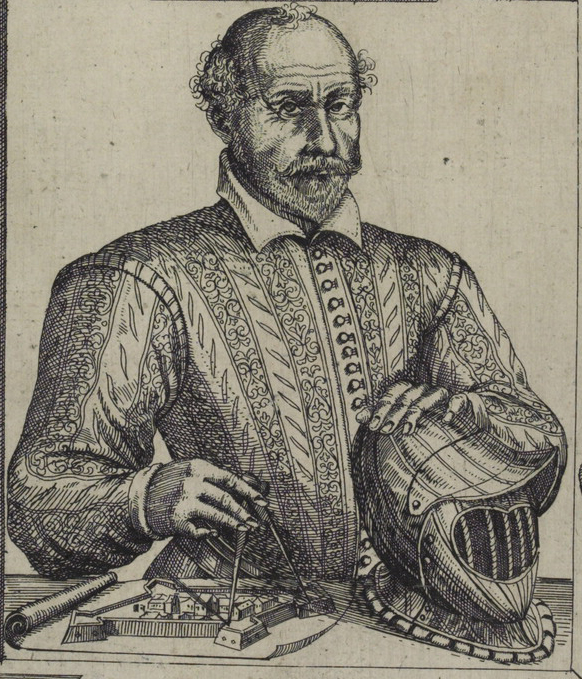
아고스티노 라멜리, 1588년

북휠은 가장 흔히 볼 수 있는 형태로 1588년 이탈리아의 군사공학자 아고스티노 라멜리가 발명했으며, 그의 저서 '대장 아고스티노 라멜리의 다양하고 교묘한 기계들(Le diverse et artificiose machine del Capitano Agostino Ramelli)'에 실린 195가지 디자인 중 하나로 소개되었다.
책들이 일정한 각도를 유지하도록 하기 위해 라멜리는 이전에 천문시계에만 사용되었던 복잡한 장치인 유성 기어 배열을 통합했다. 큰 바퀴가 회전함에 따라 각 선반은 같은 속도로 반대 회전하여 수평을 유지한다.
라멜리의 디자인은 불필요하게 정교한데, 그는 중력 또한 효과적일 수 있다는 것을 알고 있었을 가능성이 높기 때문이다(수세기 후에 발명된 대관람차의 경우처럼). 그러나 기어 시스템은 라멜리가 자신의 수학적 기량을 과시할 수 있게 했다. 다른 사람들이 라멜리의 디자인을 기반으로 북휠울 만들었지만, 라멜리는 실제로 자신의 북휠을 만들지 않았다.
미국인 엔지니어 헨리 페트로스키에 따르면, 북휠이 편의성 때문에 얼마나 높이 평가되었는지 아니면 미학적 특성 때문에 얼마나 높이 평가되었는지는 여전히 추측의 문제이다. 라멜리 자신은 북휠을 "아름답고 독창적인 기계로, 연구에 즐거움을 느끼는 모든 사람에게, 특히 몸이 불편하고 통풍으로 고통받는 사람들에게 매우 유용하고 편리하다"고 묘사했다. 라멜리가 거동을 방해하는 질환인 통풍을 언급한 것은 독자가 앉아서 여러 책에 접근할 수 있게 해주는 장치의 매력을 보여준다. 그러나 페트로스키는 라멜리의 삽화에는 글쓰기와 다른 학술 작업을 위한 공간이 부족하며, "환상적인 수레"는 독서 이외의 활동에는 적합하지 않았을 수 있다고 지적한다.
북휠의 디자인이 일반적으로 라멜리의 공로로 인정되지만, 일부 역사가들은 그가 그러한 장치를 처음 발명한 사람이 아니라고 주장한다. 중국 기술 역사가인 조지프 니덤은 수직 방향은 아니지만 회전식 책장은 "라멜리의 디자인이 그곳으로 전해지기 천 년 전부터" 중국에서 유래했다고 말했다.

## 유산

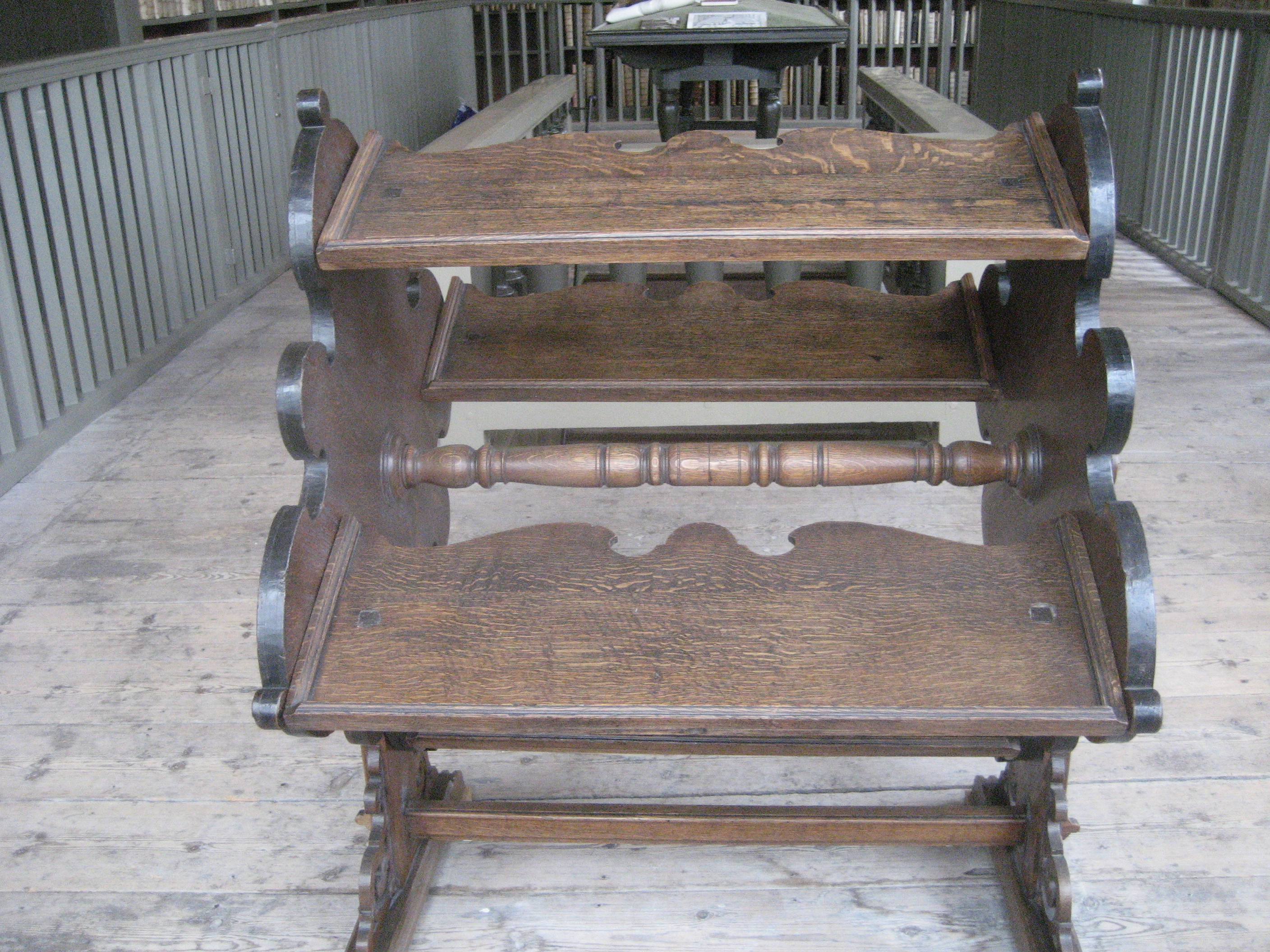
레이던의 북휠 (c.1650년)

북휠은 라멜리 시대에 일반적으로 크고 무거웠던 점점 늘어나는 인쇄물을 관리하는 문제를 해결하려는 초기 시도였다. 이것은 최초의 "정보 검색" 장치 중 하나로 불렸으며, 독자가 많은 양의 정보를 저장하고 상호 참조할 수 있게 해주는 하이퍼텍스트 및 전자책 단말기와 같은 현대 기술의 전신으로 여겨져 왔다. 프랑스 발명가 니콜라 그롤리에 드 세르비에르 (1596–1689)와 같은 다른 발명가들은 라멜리의 디자인에 자신만의 변형을 제안했다.
17세기와 18세기에 만들어진 수십 개의 북휠 중 14개가 현재까지 남아있는 것으로 알려져 있다: 헨트, 함부르크, 클로스터노이부르크, 크라쿠프, 람바흐, 레이던, 나폴리 (2개), 파리, 프라하 (2개), 푸에블라 시, 베르니게로데, 그리고 볼펜뷔텔.
현대에는 북휠이 역사적 중요성, 장식적 매력, 그리고 상징적 의미 때문에 가치 있게 여겨진다. 라멜리의 디자인은 대니얼 리버스킨드와 같은 예술가들에 의해 재현되었으며, 스미소니언 도서관의 블로그 "Turning the Book Wheel"의 이름에 영감을 주었다.

## 현대 복제품
로체스터 공과대학교(RIT)의 학부 공학도 그룹은 2018년에 라멜리의 디자인을 기반으로 했지만 현대적인 도구와 공정을 사용하여 두 개의 북휠를 제작했다. 유럽 너도밤나무와 백참나무와 같은 역사적으로 정확한 재료로 만들어진 각 북휠은 600파운드의 무게가 나가며 8권의 책을 보관할 수 있다. 이 북휠들은 로체스터 (뉴욕주)의 두 도서관, RIT의 캐리 그래픽 아트 컬렉션과 로체스터 대학교의 로셀 호프 로빈스 도서관에 전시되어 있다.
또 다른 현대 복제품은 파리의 아스날 도서관에서 그들의 모델을 기반으로 제작되었는데, 이는 사람들이 원본을 손상시키지 않고 메커니즘이 어떻게 작동하는지 볼 수 있도록 하기 위함이다.

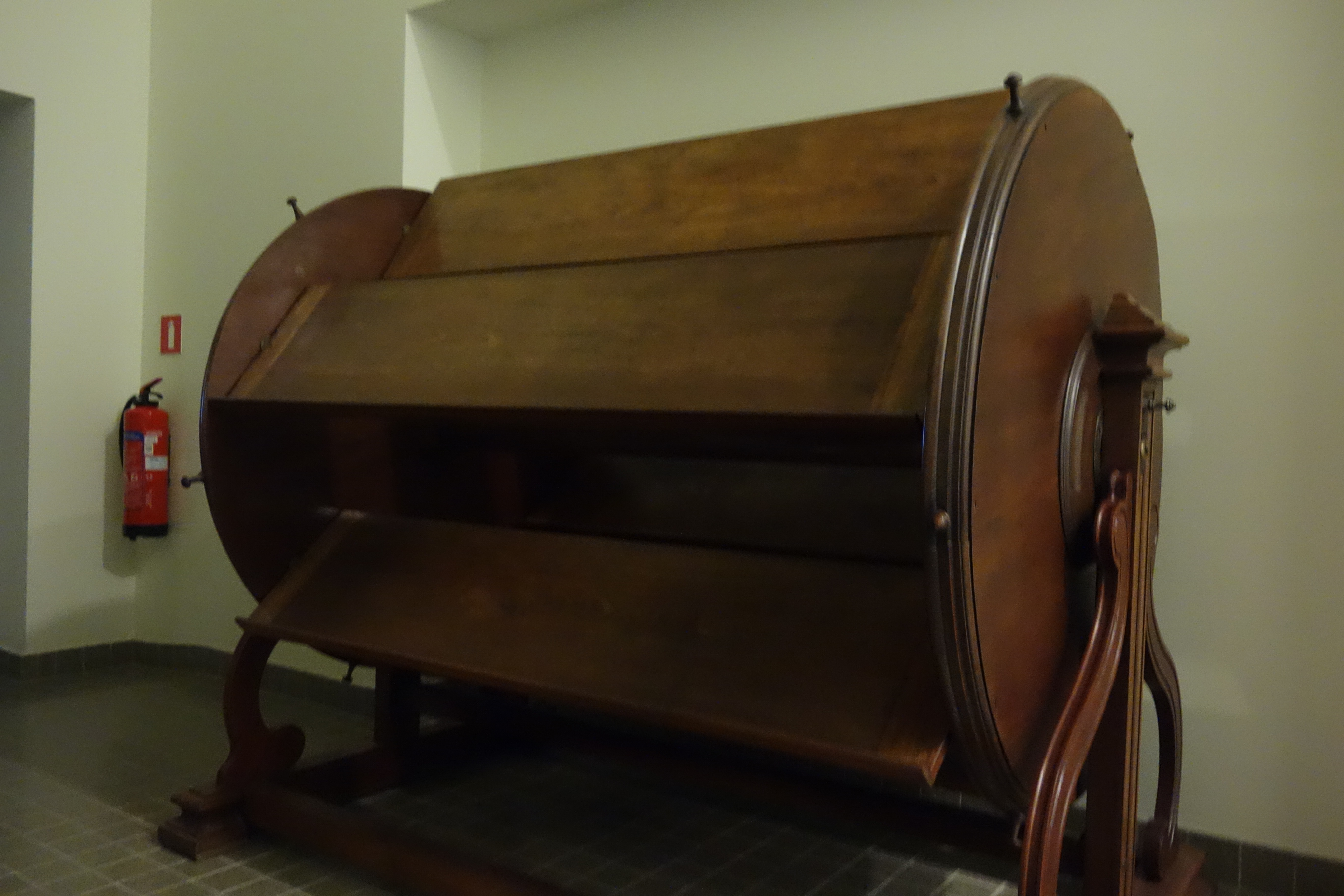
헨트
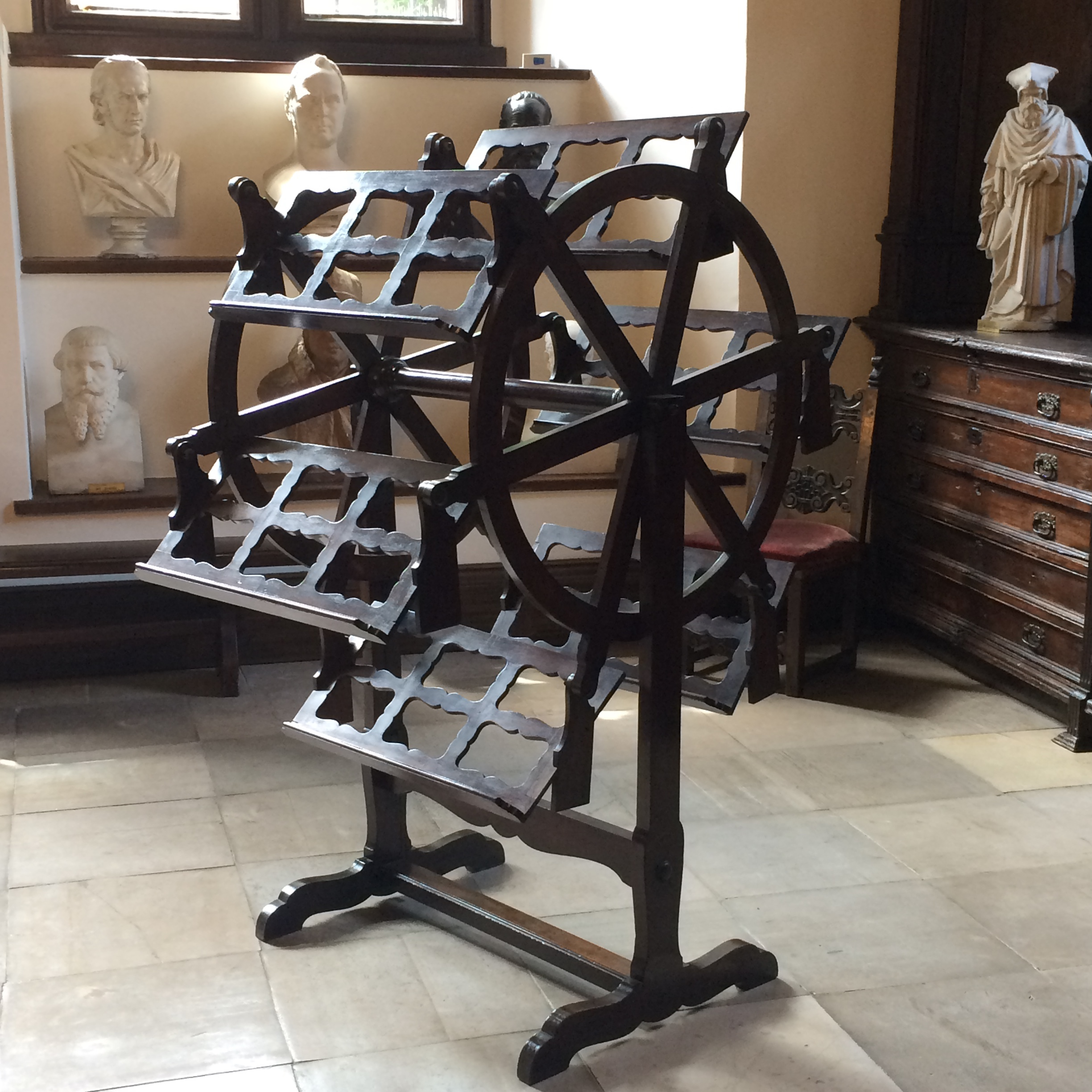
크라쿠프
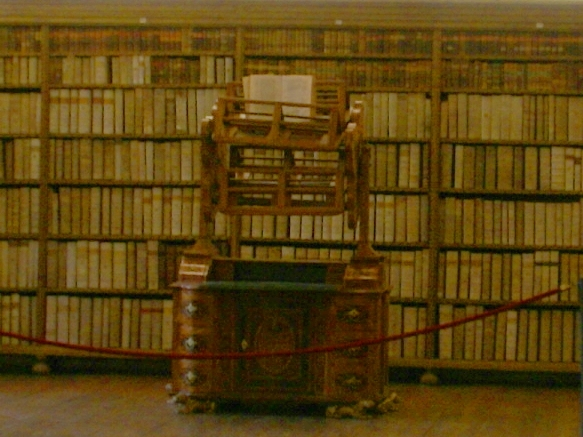
람바흐
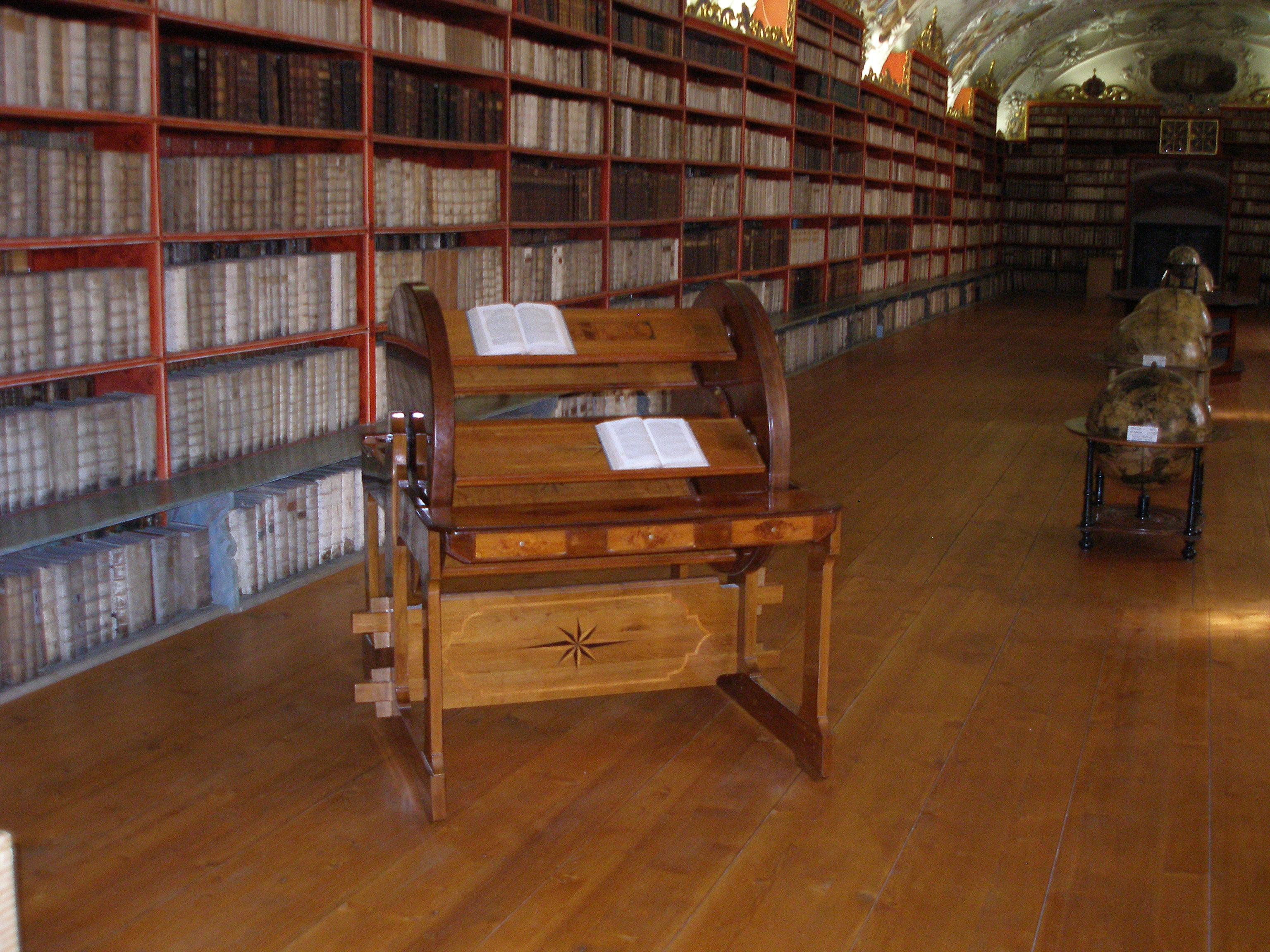
프라하-1
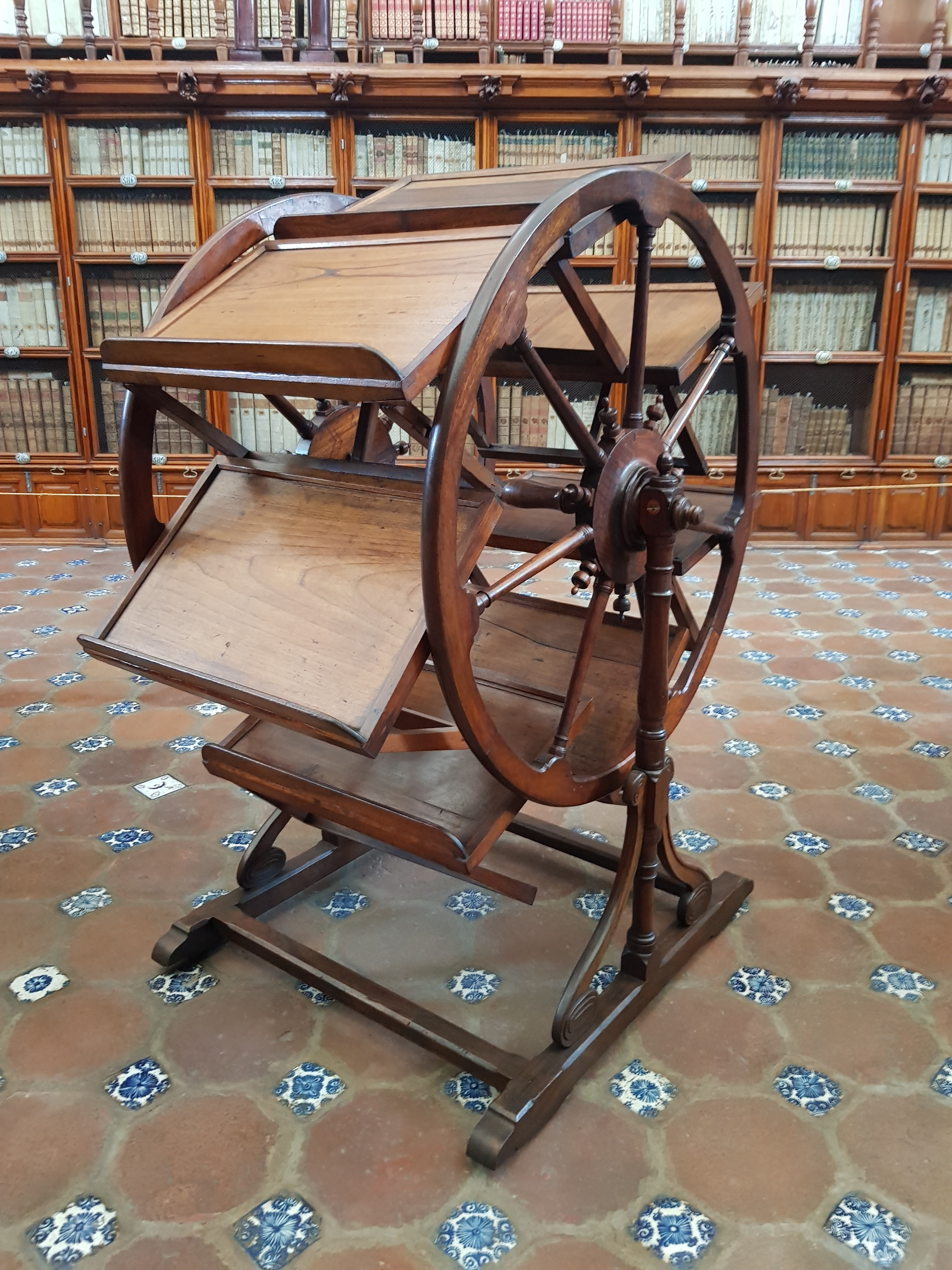
푸에블라
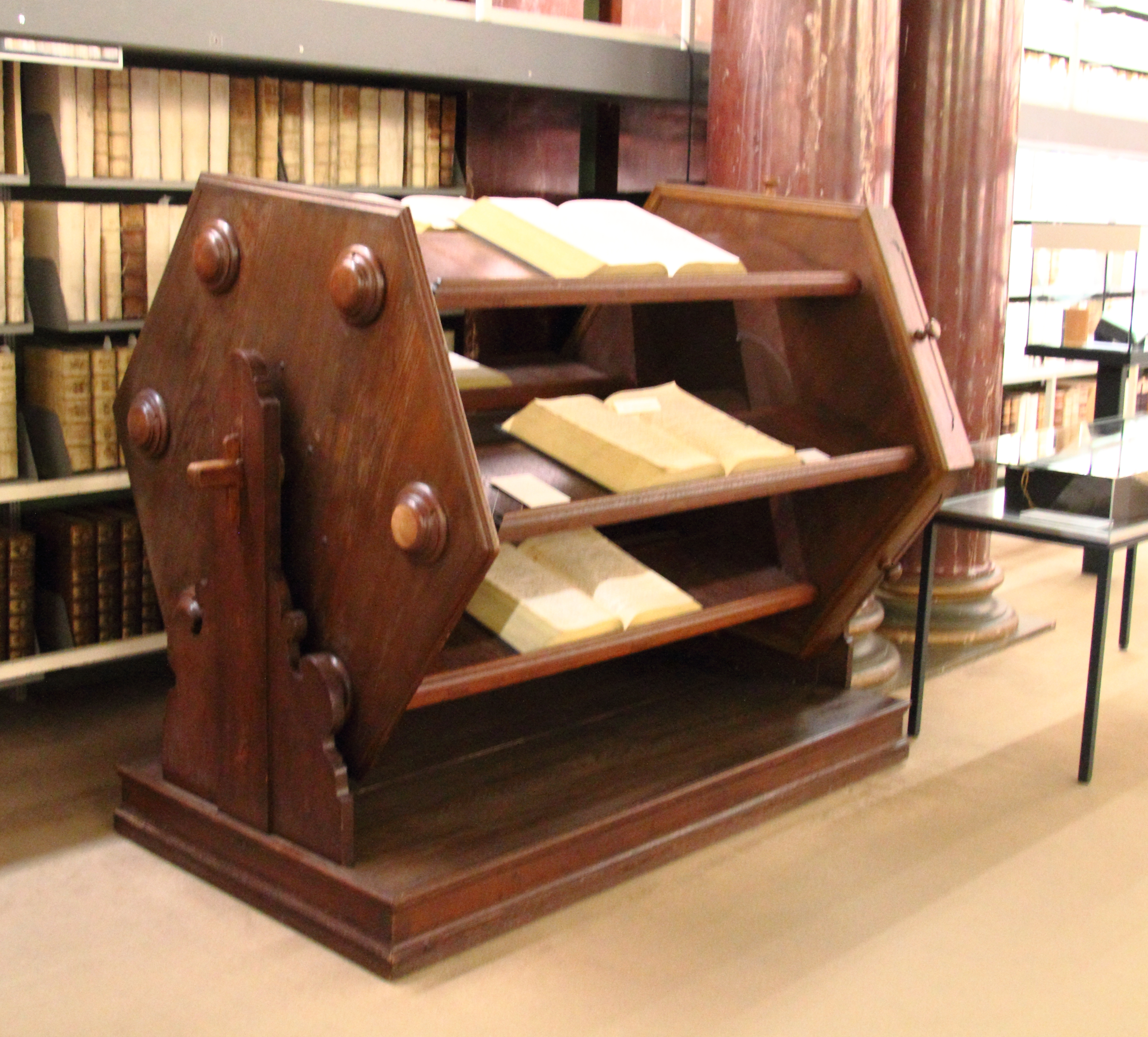
볼펜뷔텔

## 출판물 (선택)
- John Considine: 'The Ramellian Bookwheel'. In: Erudition and the Republic of Letters, 2016, 1: 4, 381–411
- E. Hanebutt-Benz: Die Kunst des Lesens. Lesemöbel und Leseverhalten vom Mittelalter bis zur Gegenwart. Frankfurt a. M., Museum für Kunsthandwerk, 1985. ISBN 3-88270-026-2
- M. Boghardt: 'Das Wolfenbuetteler Bücherrad'. In: Museum, April 1978, 58–60.
- Martha Teach Gnudi & Eugene S. Ferguson: Ramelli's ingenious machines. The various and ingenious machines of Agostino Ramelli (1588). Baltimore, Johns Hopkins University Press, 1976. ISBN 0-85967-247-6 (Repr. 1987 & 1994)
- Bert S. Hall: 'A revolving bookcase by Agostino Ramelli'. In: Technology and culture, 11 (1970), 389–400.
- M. von Katte: 'Herzog August und die Kataloge seiner Bibliothek In: Wolfenbuetteler Beiträge, 1 (1972), 174–182.
- A.G. Keller: A theatre of machines. London, Chapman and Hall, 1964.
- John Willis Clark: The care of books. An essay on the development of libraries and their fittings, from the earliest times to the end of the eighteenth century. Cambridge, Cambridge University Press, 1901. [Repr. Cambridge 2009: ISBN 9781108005081]
- Agostino Ramelli: Le diverse et artificiose machine. Composte in lingua Italiana et Francese. Paris, 1588 (Repr.: Franborough, Hants, 1970) Google Books